# Cantone di La Grand-Croix
Il Cantone di La Grand-Croix era una divisione amministrativa dell'arrondissement di Saint-Étienne.
È stato soppresso a seguito della riforma complessiva dei cantoni del 2014, che è entrata in vigore con le elezioni dipartimentali del 2015.
Comprendeva i comuni di:
- Cellieu
- Chagnon
- Doizieux
- Farnay
- La Grand-Croix
- L'Horme
- Lorette
- Saint-Paul-en-Jarez
- La Terrasse-sur-Dorlay
- Valfleury